# Diastema hispidum
Diastema hispidum är en tvåhjärtbladig växtart som först beskrevs av Dc., och fick sitt nu gällande namn av Karl Fritsch. Diastema hispidum ingår i släktet Diastema och familjen Gesneriaceae. Inga underarter finns listade i Catalogue of Life.